# Noriker silésien
Le Noriker silésien (tchèque : Slezský norik), ou trait tchèque, est une race de chevaux de trait originaire de Silésie, en Tchéquie. Il s'agit d'une race rare.

## Histoire
La race descend des lignées de chevaux Noriker introduits depuis l'Autriche et la Bavière vers la Silésie, au début du XXe siècle.
Le stud-book est créé en 1995. En l'an 2000, les effectifs tchèques se situent entre 700 et 750 têtes.

## Description
La base de données DAD-IS et CAB International indiquent une taille de 1,60 m à 1,64 m. Le guide Delachaux une fourchette plus élevée, de 1,65 m en moyenne chez les juments et 1,66 m chez les mâles. Le poids va de 700 à 800 kg.
C'est un cheval de trait, doté d'une tête large, d'un garrot légèrement sorti, et d'une croupe puissante. La robe est le plus souvent alezane, notamment avec des crins lavés, et plus rarement noire.

## Utilisations
C'est un cheval destiné prioritairement à la traction agricole ou forestière, mais il est également monté et élevé pour sa viande.

## Diffusion de l'élevage
La race est propre au Nord de la Moravie, à Orlické hory dans l'est des montagnes tchèques. Elle est indiquée comme rare sur la base de données DAD-IS. En 2017, les effectifs recensés se situent entre 1 200 et 1 300 têtes. L'étude menée par l'Université d'Uppsala, publiée en août 2010 pour la FAO, signale le Noriker silésien comme race locale d'Europe qui n'est pas menacée d'extinction.